# Déposition avec la Vierge et les saints Claire, François, Madeleine et Jean
Déposition avec la Vierge et les saints Claire, François, Madeleine et Jean (en italien, Deposizione con la Vergine e i santi Chiara, Francesco, Maddalena e Giovanni) est une peinture de l'artiste baroque italien Annibale Carracci  datant de 1585, conservée à la Galerie nationale de Parme. 

## Historique
L'œuvre est destinée à l'église des frères mineurs capucins de Parme, à la demande des Farnèse, remplaçant l'église détruite qui était dédiée à sainte Madeleine et saint Bernard.
Spoliée par les troupes françaises en 1799, l'œuvre passe à Paris puis retourne à Parme en 1815 pour être conservée dans la galerie nationale.
Lors de sa restauration en 1956, fut découverte la date inscrite en cartellino sur la représentation d'une pierre du sépulcre du Christ du tableau.

## Iconographie
La présence de saints anachroniques (saint François et sainte Claire) font de cette Descente de croix (ou Déposition)  également une Conversation sacrée.
Les personnages traditionnels de la Déposition sont présents : Marie, mère de Jésus, éplorée, et l'apôtre Jean la soutenant dans sa douleur.
La présence d'un crâne au pied de Jésus accentue la localisation de la scène sur le Golgotha.

## Description
Le tableau vertical à haut cintré comporte, sur un fond paysager sombre, en son centre la figure du Christ mort assis sur le linceul posé sur son sarcophage ;
La Vierge Marie, sa mère éplorée figure derrière lui soutenue par saint Jean sous le regard bienveillant d'un ange surmonté dans la partie haute du tableau par un groupe d'anges entourant et portant la Croix et la bannière dans les cieux d'un Paradis qui s'illumine vers le haut.
Au gauche de la composition deux figures saintes contemplent le Christ mort, saint François reconnaissable à ses stigmates et sa robe de bure, sainte Claire avec son ostensoir, deux saints vénérés par les Capucins ; sainte Madeleine figure à droite portant son flacon de nard.